# Michèle Kahn
Pour les articles homonymes, voir Kahn.
Michèle Kahn est une femme de lettres française, née le 1er décembre 1940 à Nice, qui a vécu ensuite à  Strasbourg et habite à Paris. Elle a d'abord écrit des ouvrages destinés à la jeunesse (une centaine), et s'adresse principalement au public adulte depuis 1997. Ses romans fortement ancrés dans l'Histoire et très documentés, souvent inspirés par les péripéties du peuple juif, entraînent les lecteurs aux quatre coins du monde.

## Biographie
Diplômée de l’École des hautes études en sciences sociales (EHESS), elle a été vice-présidente de la Société des gens de lettres ainsi que de la Société civile des auteurs multimédia (SCAM). Cofondatrice du Prix Littéraire du Rotary, fondatrice à la SCAM du Prix Joseph-Kessel et du Prix François Billetdoux , elle est présidente du jury du Prix des Romancières et membre de divers autres jurys littéraires.
Membre du Club des croqueurs de chocolat, elle a été nommée en 2003 ambassadeur de l’Académie du Chocolat de Bayonne.
Journaliste, elle a collaboré au Magazine littéraire de 1987 à 2006, et à L'Arche de 1993 à 2010 L'Arche (revue). Blogueuse à The Times of Israel en français. Pigiste à L'Arche depuis 2022.
Une Bibliothèque Michèle Kahn a été fondée en 1997 pour la jeunesse par l’Alliance israélite universelle à Paris, qui par ailleurs recueille son fonds d'archives.

### Jeunesse
Notamment :
- 1994 et 1995 : Contes et légendes de la Bible, en deux tomes. Tome I : Du jardin d'Éden à la Terre promise. Tome II : Juges, rois et prophètes, Pocket Jeunesse.
- 2000 et 2004 : La vague noire, roman qui se déroule en France pendant la Seconde Guerre mondiale et inclut le récit d'une jeune fille déportée à Auschwitz, Actes Sud Junior. Prix des Incorruptibles 2001.
- 2005 : Les trésors de la Bible, d'Adam au roi Salomon, les principaux héros bibliques, Pocket Jeunesse.
- 2006 : Justice pour le capitaine Dreyfus, au jour le jour, histoire d'un combat pour la justice et la vérité, Oskar Jeunesse.

### Romans
- 1986 : Hôtel Riviera, roman sur une femme qui, à bientôt 40 ans, fait le point sur sa vie, Grasset.
- 1989 : Rue du Roi doré, Ramsay.
- 1997 : Shanghaï-la-juive, Flammarion.
- 1998 : Les fantômes de Zurich, de Hong Kong à Zurich, une histoire contemporaine entre paparazzi et anciens nazis, Flammarion.
- 1999 : Savannah, une quête d'identité tressée avec l'histoire de la ville, Flammarion.
- 2000 : La Pourpre et le Jasmin, ou le roman de la reine Esther, héroïne biblique au temps de l'empire perse, éditions du Rocher.
- 2000 :  Le  Shnorrer  de la rue des Rosiers, reprise de Rue du Roi doré : un mendiant écoute l'histoire (vraie) d'un homme heureux, rescapé de divers camps de concentration, éditions Bibliophane-Daniel Radford.
- 2002 : Le Grand Dragon, histoire  inspirée d'un fait divers américain relatif au Ku Klux Klan, éditions Bibliophane-Daniel Radford.
- 2003 : Cacao, l'histoire du chocolat au travers du procès qui s'est déroulé à la fin du XVIIIe siècle à Bayonne, éditions Bibliophane-Daniel Radford. Prix Cœur de la France 2003[6].
- 2004 : Moi, reine de Saba, voyage de la reine de Saba vers le roi Salomon et le monothéisme, éditions Bibliophane-Daniel Radford.
- 2005 : Cacao, éditions Biblipoche.
- 2005 : Le Roman de Séville, histoire de Séville de l'Antiquité jusqu'à nos jours, à travers le destin des personnages et des mythes qui ont forgé son destin, éditions du Rocher. Prix Alberto Benveniste 2006.
- 2006 : Shanghaï-la-juive, l'histoire de milliers d'Européens juifs, traqués par les nazis, qui trouvèrent refuge dans la Shanghai des années 1940[10],[11], éditions du Rocher.
- 2006 : Justice pour le capitaine Dreyfus !, Oskar Éditions.
- 2007 : La Tragédie de l’Emeraude : 15 janvier 1934, Saigon - Paris, éditions du Rocher. L'histoire de l'accident de l'avion Dewoitine D 332 L'Émeraude en 1934
- 2010 : Quand vous reviendrez, aurons-nous une auto ?, Éditions du Seuil[12] : l'histoire d'un petit garçon juif pendant la Seconde Guerre mondiale, sauvé par Louise Blazer.
- 2010 : Le Petit roman du mariage, un voyage dans le temps et dans l'espace autour des étapes du grand Jour, que le mariage soit civil ou religieux, éditions du Rocher[13].
- 2010 : Le Rabbin de Salonique, une biographie romancée de Zvi Koretz, grand rabbin de la communauté de Salonique pendant la Seconde Guerre mondiale, personnage controversé de l'Histoire des Juifs à Salonique, éditions du Rocher[14],[15].
- 2010 : nouvelle édition de Shanghaï-la-juive (voir supra), éditions du Rocher.
- 2010 : Les Prunes de Tirana, nouvelle sur le voyage en Albanie, en 1986, d'une délégation d'écrivains français. Publie.net .
- 2011 : Le  Shnorrer  de la rue des Rosiers (voir supra), Publie.net.
- 2011 : Justice pour le capitaine Dreyfus ! (voir supra), édition poche, Oskar Éditions.
- 2011 : KKK Le Grand Dragon (voir supra), Publie.net.
- 2011 : Cacao, (voir supra), Publie.net, .
- 2012 : nouvelle édition de Cacao, (voir supra), éditions Cairn.
- 2014 : La clandestine du voyage de Bougainville, ou l'histoire de Jeanne Baret, la première femme qui a fait le tour du monde. Éditions Le Passage. Prix Marc Elder 2015.
- 2015 : nouvelle édition de Shanghaï-la-juive (voir supra). Éditions Le Passage.
- 2016 : Un soir à Sanary, fiction historique sur les artistes et écrivains allemands ou autrichiens qui se sont réfugiés dans le sud de la France au cours des années 1930, par ailleurs document et autobiographie. Éditions Le Passage.
- 2018 : Cacao, (voir supra),  poche, éditions Cairn.
- 2018 : Loin de Sils-Maria, la prodigieuse ascension de Johann Josty, Une histoire vraie. Comment, dans les années 1800,  un petit gardien de chèvres grison finira par créer à Berlin, autour du célèbre Café Josty le premier empire de la pâtisserie.Éditions Le Passage. Prix de la Fondation Charles Oulmont, 2018.
- 2020 : La Fiancée du danger, Mademoiselle Marie Marvingt, une biographie romancée qui veut redonner à l'héroïne Marie Marvingt sa juste place dans l’épopée humaine. Éditions Le Passage.
- 2022 : Lisa Neumann, Éditions Le Passage (reprend des personnages de Shanghaï-la-juive). Prix Pierre Benoit 2022, décerné par l'Association des écrivains combattants.